# 张平 (1946年)
张平（1946年1月—），安徽萧县人，中国共产党、中华人民共和国政治人物，原副国级领导人。安徽银行学校信贷专业毕业，中专学历。中共第十六届中央候补委员、十七届中央委员。曾任第十二届全国人民代表大会常务委员会副委员长。

## 生平
张平1966年9月参加工作。1967年从安徽银行学校毕业后，被分配到中国人民银行巢县支行，从基层营业所做起，历经营业所会计，县支行信贷员、副股长、股长等职务，1978年任巢县财贸办公室干事。1979年8月加入中国共产党。
张平的政治转折发生在1980年，他获推荐到中共安徽省委党校理论班学习。为期一年的理论学习结束之后，回到巢县即被安排为县工商局的副局长，两个月后，被调入安徽省人民政府办公厅，为省领导当秘书。在安徽省政府办公厅，张平用了五年的时间，从副科级干部被提升为副厅级的领导。1985年12月，张平任安徽省计划委委会副主任，1991年任安徽省计委主任。1992年任芜湖市委书记、代市长、市长，1995年任安徽省省长助理、省政府秘书长。1996年任安徽省人民政府副省长，1999年8月任中共安徽省委常委、副省长，2003年晋升为中共安徽省委副书记。
2005年8月，在安徽工作38年的张平上调中央，出任国家发改委副主任，次年转任国务院副秘书长（正部长级）。2008年3月17日，在第十一届全国人民代表大会第一次会议上，张平被任命为国家发展和改革委员会主任。
2013年3月14日，67岁的张平当选第十二届全国人民代表大会常务委员会副委员长，成为党和国家领导人，至2018年3月届满退休。2015年1月20日，当选中国消费者协会会长。